# Statens organisationsnämnd
Statens organisationsnämnd var mellan 1943 och 1961 en statlig myndighet som hade till uppgift att för statsförvaltningens räkning utföra organisationsundersökningar, utbilda deltagare för dessa undersökningar samt tillhandahålla råd och upplysningar rörande rationalisering av kontorsarbete. Nämnden inrättades på förslag av den så kallade besparingsberedningen och sorterade under Finansdepartementet. Nämnden fick fastare form 1946 och bestod då av en ordförande, en generaldirektör samt ett av K Maj:t bestämt antal medlemmar. Som tjänstemän fanns på nämnden en kanslichef och ett antal tjänstemän och experter, fördelade på en militär och en civil avdelning. Nämnden lades ned 1961 då dess uppgifter överfördes till Statskontoret.

## Generaldirektörer
C. Tarras Sällfors, 1944-1960